# Indianenreeks
De Indianenreeks is een serie stripverhalen van de Nederlandse tekenaar Hans G. Kresse. De serie verscheen tussen 1973 en 1982 en behandelt een deel van de geschiedenis van de Noord-Amerikaanse Indianen. 

## Publicaties
Van de reeks werden in totaal 9 delen uitgebracht door uitgeverij Casterman. Met uitzondering van het zevende verhaal uit de serie, verschenen de verhalen meteen in albumvorm zonder voorpublicatie. Het zevende verhaal De Goudgieren werd voorgepubliceerd in het stripblad Mickey Maandblad.
In 2001 verscheen De lokroep van Quivera, het onvoltooide tiende deel van De Indianen-reeks als speciale uitgave door uitgeverij Stichting Hans G. Kresse.
Vanaf 2019 verschenen bij uitgeverij Arboris drie integrale verzamelingen met alle daarvoor gepubliceerde albums

## Verhaal
Kresse, die goed onderlegd was in de geschiedenis van de Noord-Amerikaanse Indianen, was oorspronkelijk van plan telkens een volgende generatie te nemen en wilde zo tweehonderd jaar geschiedenis van een indianenvolk tekenen. Zo ver is hij met de serie niet gekomen, de serie is blijven steken in de tweede helft van de 16e eeuw. Wel komen aan bod de komst van de eerste blanken, de introductie van het paard op de prairie en de onderlinge strijd tussen de verschillende stammen.
In de serie staat het wel en wee van de Apache-stam de Faraons centraal.  In grote lijnen zijn drie verhaallijnen te onderscheiden: het levensverhaal van de familie Chaka wiens gescheidenis gevolgd wordt, een beschrijving van het dagelijkse leven de prairi- en dorpsindianen en hun onderlinge relatie, en de confrontatie tussen de indianen en de blanken.

### Personages
Hoofdrolspelers zijn het stamhoofd Chaka, de ervaren krijger Pashca, Anua de zoon van Chaka, het Chipiwi-meisje Sapobi en de avonturier Mestisoh, een halfbloed.

## Albums
| Nummer | Titel                        | Verschenen | Uitgeverij               |
| ------ | ---------------------------- | ---------- | ------------------------ |
| 1      | De meesters van de donder    | 1973       | Casterman                |
| 2      | De kinderen van de wind      | 1973       | Casterman                |
| 3      | De gezellen van het kwaad    | 1974       | Casterman                |
| 4      | De zang van de prairiewolven | 1974       | Casterman                |
| 5      | De weg van de wraak          | 1975       | Casterman                |
| 6      | De welp en de wolf           | 1976       | Casterman                |
| 7      | De gierenjagers              | 1978       | Casterman                |
| 8      | De prijs van de vrijheid     | 1979       | Casterman                |
| 9      | De eer van een krijger       | 1982       | Casterman                |
| 10     | De lokroep van Quivera       | 2001       | Stichting Hans G. Kresse |

## Prijzen
De Indianenreeks ontving tijdens Internationaal stripfestival van Angoulême in 1977 de prijs voor het beste album.